# 日本高血圧学会
特定非営利活動法人日本高血圧学会（にほんこうけつあつがっかい、英文名The Japanese Society of Hypertension）は、一般市民を対象として、高血圧並びにこれに関する諸分野の研究調査、知識の普及・啓発、学術集会の開催を行い、国民の健康増進に寄与することを目的として1978年に設立、2007年に特定非営利活動法人（NPO法人）に改組した学会。会員数3,336名、賛助会員 28社（2009年4月末現在）
主たる事務所を東京都文京区本郷三丁目28番8号日内会館2階に置いている。

## 活動
- 保健、医療、福祉の増進
- 学術、文化、芸術またはスポーツの振興
- 科学技術の振興
- 上記活動を行う団体の運営または活動に関する連絡、助言または援助の活動など[1]

## 事業
- 学会誌その他出版物の刊行
- 学術集会、研究会などの開催
- 高血圧及びこれに関連する分野に関する研究・調査
- 高血圧症の治療及び予防に関する知識の普及・啓発活動
- 内外の関係学術団体との連絡協力、国際的な研究協力活動の推進
- 「高血圧専門医」に関する認定基準の策定、公表など[1]
- 食塩感受性高血圧対策として「減塩委員会」[2]の立ち上げ[3]、「減塩サミット」の主催（2012年は共催）[4][5][6][7]

## 学会誌
- 『Hypertension Research』 （欧文 年12回）